# Kiyose
Kiyose (清瀬市, Kiyose-shi) és una ciutat i municipi de Tòquio, a la regió de Kanto, Japó. Kiyose, com la resta de municipis del seu voltant és una ciutat dormitori per als treballadors que van al centre de Tòquio.

## Geografia
El municipi de Kiyose es troba en un terreny toquiòta que s'interna a la prefectura de Saitama, la qual envolta el municipi pel nord, sud i l'est. La ciutat té una gran qüantitat d'espais verds i encara avui el 46 percent del terme és agràri. Kiyose es troba a una àrea plana, a 15 quilòmetres al nord de l'altiplà de Musashino. El terme municipal de Kiyose limita amb els de Niiza i Tokorozawa, a Saitama, cap al nord i amb Higashikurume i Higashimurayama, de Tòquio, al sud.

## Història
L'1 d'abril de 1889, amb l'establiment del nou sistema de municipis de la restauració Meiji, es fundà el poble de Kiyose amb la unió dels llogarets de Kami-Kiyoto, Naka-Kiyoto, Shimo-Kiyoto, Kiyoto-shita-juku, Nakazato i Noshio al districte de Kitatama, a la prefectura de Kanagawa. L'any 1893, Kiyose passa a formar part de l'antiga prefectura de Tòquio. El 1954 Kiyose va esdevindre vila i l'1 d'octubre de 1970 Kiyose esdevé finalment ciutat.
Com a dada curiosa del municipi, cal esmentar que, en el passat, Kiyose tenia una gran qüantitat d'hospitals per a pacients de tuberculosi. Quan l'incidència d'aquesta malaltia va minvar, els hospitals seguiren funcionant com a centres corrents i, per això, Kiyose és el lloc de Tòquio amb més llits d'hospital després del districte especial de Chiyoda.

## Política i govern

### Alcaldes
En aquesta taula només es reflecteixen els alcaldes democràtics, és a dir, des de l'any 1947. En el cas concret de la ciutat de Kiyose, la llista comença el 1959, quan es funda la ciutat.
| Alcalde         | Inici del mandat | Fi del mandat | Partit | Partit |
| Kunizō Shibuya  | 1959             | 1994          |        | Ind    |
| Shigeru Hoshino | 1994             | 2011          |        | Ind    |
| Kintarō Shibuya | 2011             | -             |        | Ind    |

## Demografia
| 1920   | 1930   | 1940   | 1950   | 1960   | 1970   | 1980   |
| ------ | ------ | ------ | ------ | ------ | ------ | ------ |
| 3.083  | 3.584  | 7.203  | 11.610 | 17.863 | 51.911 | 61.913 |
| 1990   | 2000   | 2010   | 2020   | 2030   | 2040   | 2050   |
| 67.539 | 68.037 | 74.088 | 75.233 | -      | -      | -      |

## Transport

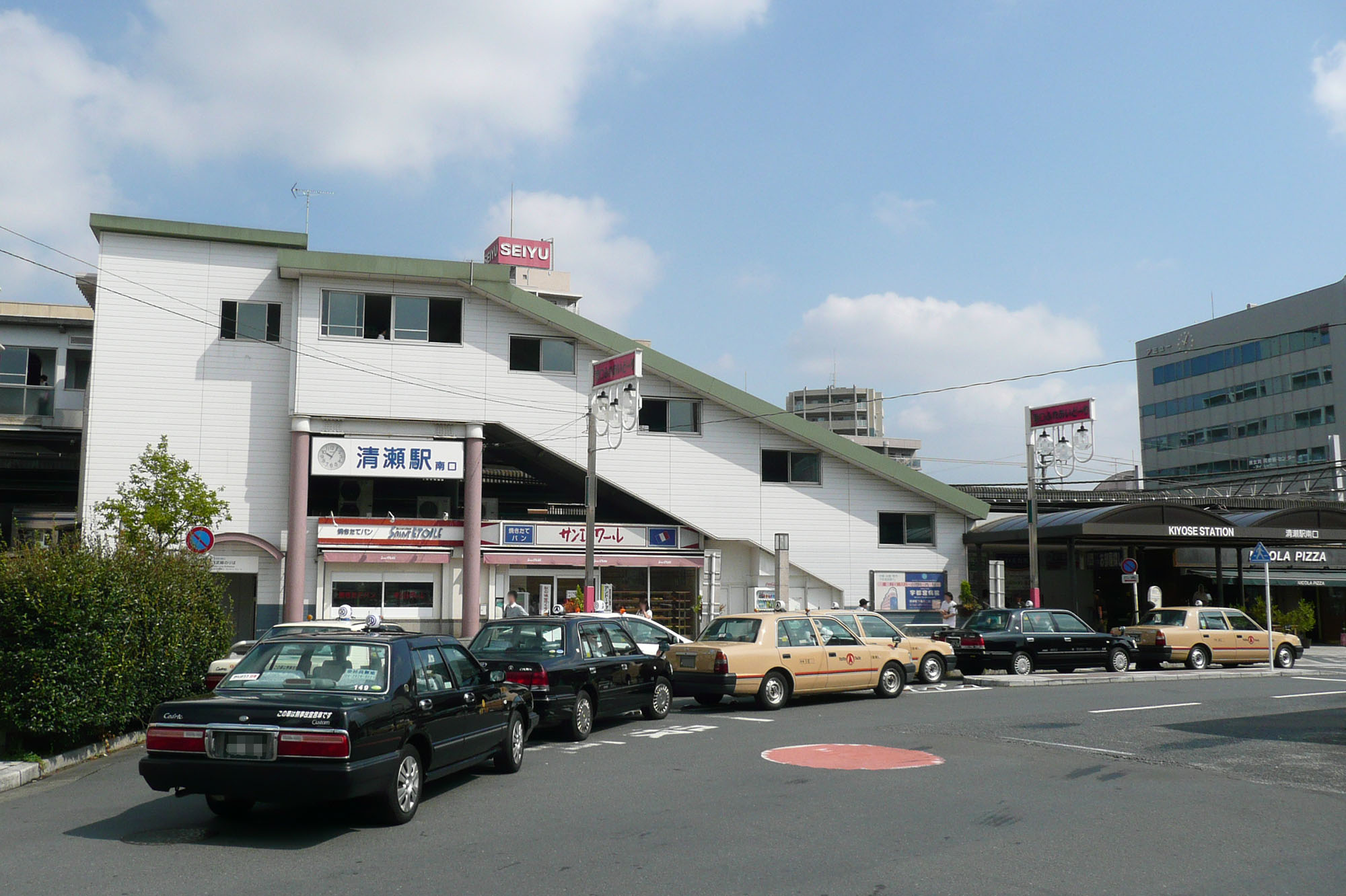
Estació de Kiyose

### Ferrocarril
- Ferrocarril Seibu
  - Kiyose

### Carretera
Pel terme municipal de Kiyose no passa cap autopista.

## Ciutadans il·lustres
- Akina Nakamori, cantant pop.
- Yumiko Shaku, actriu i model.
- Maki Horikita, actriu de veu.